# Lijst van Belgische adelsverheffingen 1914
Personen die in 1914 in de Belgische adel werden opgenomen of een adellijke titel verkregen.

## Graaf
- Charles Woeste, minister, verheffing, erfelijke adel en de persoonlijke titel graaf.

## Baron
- jonkheer Adile Eugène Mulle de ter Schueren, baron, overdraagbaar bij eerstgeboorte

## Jonkheer
- Benoît Desclée de Maredsous
- Vincent Desclée de Maredsous
- Gérard Desclée de Maredsous